# Real Hasta la Muerte (compañía discográfica)
Real Hasta la Muerte (abreviado RHLM) es un sello discográfico puertorriqueño fundado por el cantante Anuel AA en 2017. Su sede principal se encuentra ubicada en Puerto Rico  y dos en Florida. Su música es distribuida por The Orchard.
Los actos actuales del sello incluyen a Anuel AA y Kendo Kaponi. La compañía discográfica ha tenido cuatro proyectos: Real Hasta la Muerte, Emmanuel, Los Dioses, Las Leyendas Nunca Mueren y LLNM2.

## Historia

### 2017-2019

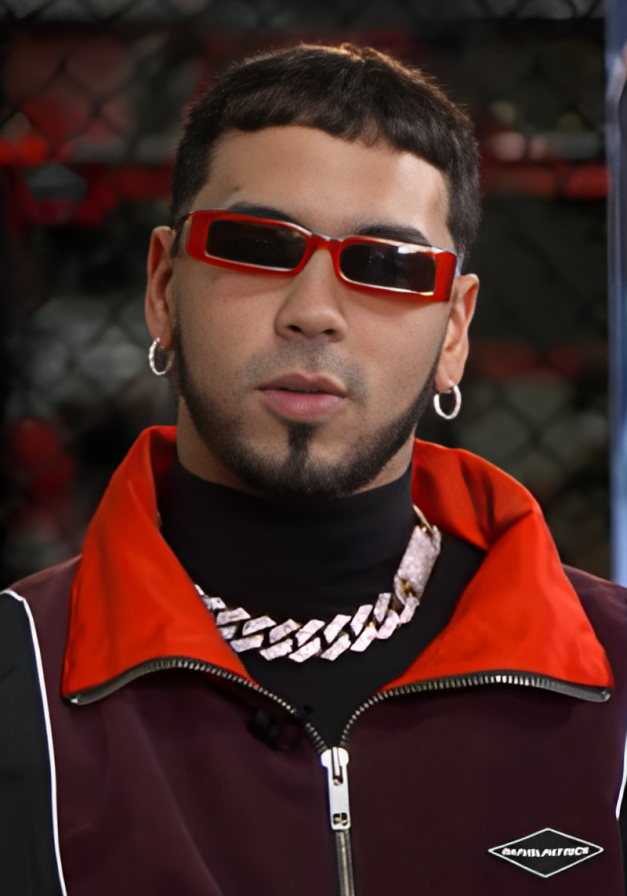
Anuel AA, fundador de Real Hasta la Muerte

«Real Hasta la Muerte» fue fundada en 2017 por Anuel AA, un año antes de lanzar su álbum debut Real Hasta la Muerte, esto sucedió mientras estaba en prisión.
El álbum de Anuel Real Hasta la Muerte (2018), fue el primer lanzamiento de un álbum del sello, lo que llevó tanto al artista como al sello a un tremendo éxito, debutando en el número cincuenta y uno en el Billboard 200.
El 24 de abril de 2019, Anuel firma un contrato con The Orchard para que distribuyan la música de todos los integrantes de Real Hasta la Muerte.

### 2020-presente
En 2020 Kendo Kaponi sale de prisión, ficha por el sello y lanza su tema «Resistencia». En mayo de 2020, Anuel lanza su segundo álbum de estudio, Emmanuel, debutando en el número ocho del Billboard 200. El 19 de noviembre de 2020, Anuel lanzó su canción «Me Contagié 2» en su cuenta de Instagram, anunciando su retiro de la música, pero en enero de 2021 regresó a la música, lanzando su tercer álbum de estudio Los Dioses con Ozuna, debutando en número diez en el Billboard 200. En noviembre de 2021, Anuel lanza su cuarto álbum de estudio, Las Leyendas Nunca Mueren, debutando en el número treinta del Billboard 200.
El 20 de agosto de 2022, Frabián Elí fue destituido de su cargo como presidente del sello y presenta una demanda contra Anuel AA por incumplimiento de contrato. El 22 de agosto de 2022, José Gazmey se convierte en el nuevo presidente del sello.
En diciembre de 2022, Anuel lanza su quinto álbum de estudio LLNM2, debutando en el número treinta del Billboard 200.

## Artistas

### En la actualidad
| Actualmente | Año asignado | Lanzamientos bajo la etiqueta |
| ----------- | ------------ | ----------------------------- |
| Anuel AA    | Fundador     | 5                             |

## Presidentes
| Nombre      | Año(s)        | Referencia |
| ----------- | ------------- | ---------- |
| Frabian Elí | 2017–2022     | [ 10 ]     |
| José Gazmey | 2022–presente | [ 11 ]     |

## Discografía
Se ha lanzado oficialmente cinco álbumes de estudio.

### Álbumes de estudio
| Artista          | Álbum                                              | Detalles |
| ---------------- | -------------------------------------------------- | --- |
| Anuel AA         | Real hasta la muerte                               | - Realizado: 17 de julio de 2018 - Posición en listas: #42 USA - RIAA Certificación: Multi-platino              |
| Anuel AA         | Emmanuel (lanzado con Sony Latin)                  | - Realizado: 29 de mayo de 2020 - Posición en listas: #8 USA - Certificación de la RIAA: Multi-platino          |
| Anuel AA y Ozuna | Los dioses (lanzado con Aura Music y Sony Latin)   | - Realizado: 22 de enero de 2021 - Posición en listas: #10 USA - Certificación de la RIAA: —                    |
| Anuel AA         | Las Leyendas Nunca Mueren (lanzado con Sony Latin) | - Realizado:26 de noviembre de 2021 - Posición en listas: #30 USA - Certificación de la RIAA: Cuádruple-platino |
| Anuel AA         | LLNM2 (lanzado con Sony Latin)                     | - Realizado: 9 de diciembre de 2022 - Posición en listas: #30 USA - Certificación de la RIAA: Triple-platino    |